# Midway (Georgia)
Midway è una città degli Stati Uniti d'America, situata in Georgia, nella Contea di Liberty.